# 스테브 레오 벨레크
스테브 레오 벨레크 아바카(프랑스어: Steve Leo Beleck A'Beka, 1993년 2월 21일)는 카메룬의 축구 선수이다. 현재 스위스 챌린지리그의 이베르동스포르 FC에서 공격수로 뛰고 있다.